# Locomotiva 2-8-4

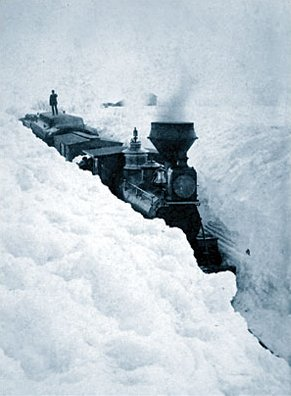
Um exemplo de locomotiva a vapor 2-8-4 (Baldwin Classe S3).

Um arranjo 2-8-4 é uma locomotiva a vapor desenvolvida pela Lima Locomotive Works, tendo sido posteriormente aproveitado por outros fabricantes de locomotivas.
A locomotiva tem um eixo dianteiro que não usa energia, geralmente, no principal ferroviário, é seguido por quatro motorizadas e juntamente com os eixos motrizes, e dois eixos rasteiras que não usa energia, geralmente montados em um truque ferroviário.
Este tipo de locomotiva é frequentemente referido como um Berkshire, embora o "Chesapeake and Ohio Railway" usou o nome Kanawha para seus 2-8-4s. Na Europa, esse arranjo da roda foi visto principalmente nos principais comboios das locomotivas expressas de passageiros e, em certos países, em locomotivas tanque.
Outras classificações equivalentes são:
- Classificação UIC: 1'D2' (também conhecido como a classificação de alemães e italianos)
- Classificação francesa: 142
- Classificação turca: 47
- Classificação suíça: 4/7
- Classificação russa: 1-4-2

## Usos na ficção
Locomon do filme Run Away Digimon Express é uma locomotiva 2-8-4.
No filme O Expresso Polar, o menino "herói" identifica a locomotiva do trem como um 2-8-4 Baldwin construído em 1931, embora que no livro, que serviu de inspiração para o filme, o modelo real para locomotiva foi o Pere Marquette 1225, um Berkshire construído pelas "Lima Locomotive Works" em 1941.
Na série de televisão, cinema, e linha de brinquedos de Transformers, o Decepticon "Astrotrain" quando transformado, é modelado em uma locomotiva Classe D62 2-8-4 japonês.